# Вулиця Петра Дорошенка (Київ)
Ву́лиця Петра́ Дороше́нка — вулиця у Святошинському районі міста Києва, селище Жовтневе. Пролягає від Міжнародної вулиці до вулиці Бетховена.
Прилучаються вулиці Юрія Клена, Рейнгольда Глієра, Професора Ейхельмана, Олександра Блока, Старицької-Черняхівської, Збруцька, Михайла Драй-Хмари, Скарбова і Астрономічна.
До вулиці не приписаний жодний будинок, вся забудова належить до сусідніх вулиць.

## Історія
Вулиця виникла в середині XX століття, мала назву вулиця Леніна, на честь Володимира Леніна. 
З липня 1965 року — вулиця Бонч-Бруєвича, на честь радянського партійного і державного діяча Володимира Бонч-Бруєвича. 
З листопада 1965 року — Ленінська вулиця, на честь Володимира Леніна.
Сучасна назва вулиці на честь Гетьмана Війська Запорозького Петра Дорошенка — з 2015 року.